# Frente Honconguesa
Hong Konger Front (Frente Honconguesa em português) (我是香港人連線) é uma aliança composta de websites a favor da independência de Hong Kong. Ela propõe um Movimento de Independência para que Hong Kong torne-se um estado soberano (全民公投香港獨立). É liderada por Chong Sik-yu entre outros. Vale ressaltar que até o momento, trata-se apenas de uma coleção de websites, e não um grupo que está fazendo algo fisicamente.
A Frente Honconguesa argumenta que Hong Kong deveria realizar um referendo para decidir se deveria ser independente. É também argumentado que a Região Especial Administrativa de Hong Kong é agora um regime fantoche da China, pois tornou-se uma colônia chinesa.

Atual bandeira de Hong Kong

A Frente Honconguesa propôs algumas versões da bandeira nacional de uma futura "República de Hong Kong", e uma das versões sugeridas inclui uma bandeira britânica, na ideia de que a futura república deveria juntar-se à Comunidade das Nações. Essa sugestão foi criticada por muitos jornais da China.
A Frente prevê que a RAE precisaria de 20 anos para tornar-se independente do regime de Pequim, talvez mais ou menos tempo se a China estivesse envolvida em alguma guerra durante esse período.
No dia 15 de novembro de 2004, Ip Kwok-him disse que o que a Frente advocava era ilegal. Em resposta, um alto funcionário da RAE de Hong Kong enfatizou que os honcongueses deveriam ter liberdade de expressão, embora ele também tenha afirmado que o povo de Hong Kong não quer independência e acredita que Hong Kong é uma parte integral da China.